# Theodor Bohdan Piurko
Theodor Bohdan Piurko (ukrajinsky Теодор-Богдан Іванович П'юрко) - znám také jako Bilokernyckyj, Bilokernyckij Bohdan, Piurko Bohdan, Piurko B. (15. února 1847 Bilokrynycja – 28. října 1906 Lvov) byl ukrajinský řeckokatolický kněz a kanovník při chrámu svatého Jiří ve Lvově, náboženský a kulturně-osvětový činovník, spisovatel a novinář. Byl členem společností Prosvita a Vědecké společnosti Tarase Ševčenka.

## Životopis

### Původ a vzdělání
Narodil se ve vesnici Bilokrynycja, v rodině kováře Ivana Piurka, který tam byl opakovaně volen starostou. Měl mladšího bratra Pantelejmona, který studoval práva na Lvovské univerzitě a stal se soudcem.
Do základní školy (3 třídy) chodil v rodné vesnici a 4. třídu ukončil v německé církevní škole při Řádu sv. Basila Velikého v Bučači, kde byl učitelem bratr jeho dědy, kněz Apolonij Pračkovskyj, absolvent univerzit ve Vídni, Lvově a Černovcích. V letech 1860–1864 Bohdan pokračoval ve studiu na nižším gymnáziu v Bučači, provozovaném rovněž Řádem sv. Basila Velikého. Vyšší gymnaziální studium ukončil na gymnáziu v Berežanech (1864–1868). V Berežanech Piurka uchvátila poezie – právě v tomto období došlo k jeho prvním literárním snahám a prvním publikacím tištěným v tiskárně bratří Bilousív, v Kolomyii.
V časopise Národní hlas (ročník 1866, čís. 10), pod pseudonymem Bohdan Bilokernyckij, byla otištěna jeho báseň, věnovaná Tarasu Ševčenkovi, u příležitosti pátého výročí jeho smrti, pod názvem Bříza na hrobě Tarase Ševčenka, která se stala prvním publikovaným básnickým útvarem v Haliči, oslavujícím Tarase Ševčenka.
Společně se svými stejně smýšlejícími přáteli Sylvestrem Lepkým, Lvem Džulynským, Oleksandrem Ohonovským a dalšími se aktivně zapojoval do činnosti břežanské společnosti „Громадa“ („Komunita“) a do mládežnických kulturně-vzdělávacích akcí.
V letech 1868–1872 studoval Piurko na Řeckokatolickém ústředním semináři ve Vídni a na Vídeňské univerzitě, kde kromě teologických studií navštěvoval i další 4 fakulty, včetně lékařské. Renomovaný slovinský profesor na univerzitě Franc Miklošič ho povzbudil ke studiu ukrajinského jazyka a literatury prostřednictvím překladů z němčiny. Následně Piurko napsal svůj pravopisný projekt, vytvořil mapu jazykových dialektů a pracoval na slovníku ukrajinštiny.
Po ukončení studií ve Vídni (1872) se vrátil do Lvova, kde se stal redaktorem časopisu Pravda. Korespondoval s Mychajlem Drahomanovem, Ivanem Nečuj-Levyckým, Melitonem Bučynským a dalšími známými osobnostmi.

### Kněžská služba
28. srpna 1873 se oženil s Marií Rudnickou (* 1854), dcerou děkana v Pomořanech (děd Mileny Rudnické a jejich ne méně význačných bratří) a téhož roku byl vysvěcen na kněze. Následující rok se narodil syn Michael a o šest měsíců později (20. prosince 1874) se Theodor Piurko stal vdovcem.
Od roku 1873 působil jako učitel ukrajinštiny na Lvovské státní střední škole a od roku 1874 byl prefektem Lvovského teologického semináře. V roce 1876 vydal na vlastní náklady, ve vydavatelství Tarase Ševčenka, pod pseudonymem Syrota, svoji povídku Спочатку Мізерівка, потім Гараздівка (Nejprve Mizérie, potom Vše v pořádku/Spokojenost), napsanou na bolestivé téma boje za střízlivost, která se stala velmi populární – celé vydání předal společnosti Просвітa (česky Osvícení). Značně vysoko ji ohodnotil tehdy ještě zcela mladý Ivan Franko. Věnoval ji samostatný článek, kde kromě dalších pochvalných ocenění napsal: „S opravdovou rozkoší jsem četl tuto nevelkou, ale velmi cennou knížku Syroty, která se nedávno objevila ve vydavatelství Tarase Ševčenka. Tato knížka má krásnou skladbu, je napsána čistým národním jazykem, je velmi žádoucím a cenným obohacením naší národní literatury“.
Na doporučení haličského metropolity Josyfa Sembratovyče, byl Piurko v roce 1877 jmenován farním spolupracovníkem v kostele sv. Barbory ve Vídni a v roce 1888 duchovním ve Vídeňském řeckokatolickém semináři. Tuto povinnost vykonával až do jeho uzavření v roce 1893. Vytvořil učebnici náboženství pro 7. ročník gymnázií, za kterou obdržel titul Poradce Lvovské metropolitní konsistoře, včetně kanovnických insignií a pozici rady Stanislavské konzistoře. V roce 1895 se přestěhoval do Lvova a v letech 1896–1897 vykonával povinnosti farního kněze v metropolitní katedrále sv. Jiří ve Lvově. S postem farního kněze obdržel titul kanovníka lvovské kapituly, funkci poradce a referenta Metropolitní konzistoře a byl rovněž jmenován členem synodní zkušební komise a poradcem biskupské Stanislavské konzistoře.
Po odchodu z pastorační práce se Theodor Piurko zaměřil na plnění administrativních povinností v rámci církevní hierarchie. Podílel se na přípravě oslav 300. výročí Brestlitevské unie, přednášel projevy jménem vyššího duchovenstva, stal se jedním ze zakladatelů stran a sdružení katolické víry. Během tohoto období intenzivně pracoval ve studiu duchovní literatury, editoval, publikoval vlastní kázání a články o náboženských a etických tématech. Jeho poslední činností byla účast ve výboru pro organizaci pouti do Svaté země (5. – 28. září 1906), v jehož čele stál metropolita Andrej Šeptyckij, ale vzhledem ke svému zdravotnímu stav se již neodvážil na tak náročnou cestu vypravit.

### Popis činností
Přestože Bohdan Piurko nezastával žádné politické pozice, byl vlivem svého politického přesvědčení ukrajinofilem, členem společnosti Prosvita, Vědecké společnosti Tarase Ševčenka a Společnosti sv. Apoštola Pavla (katolická společnost, založená v roce 1891 ve Lvově s cílem organizovat rekolekce pro kněze a rozšiřovat náboženství mezi lidmi).

### Smrt

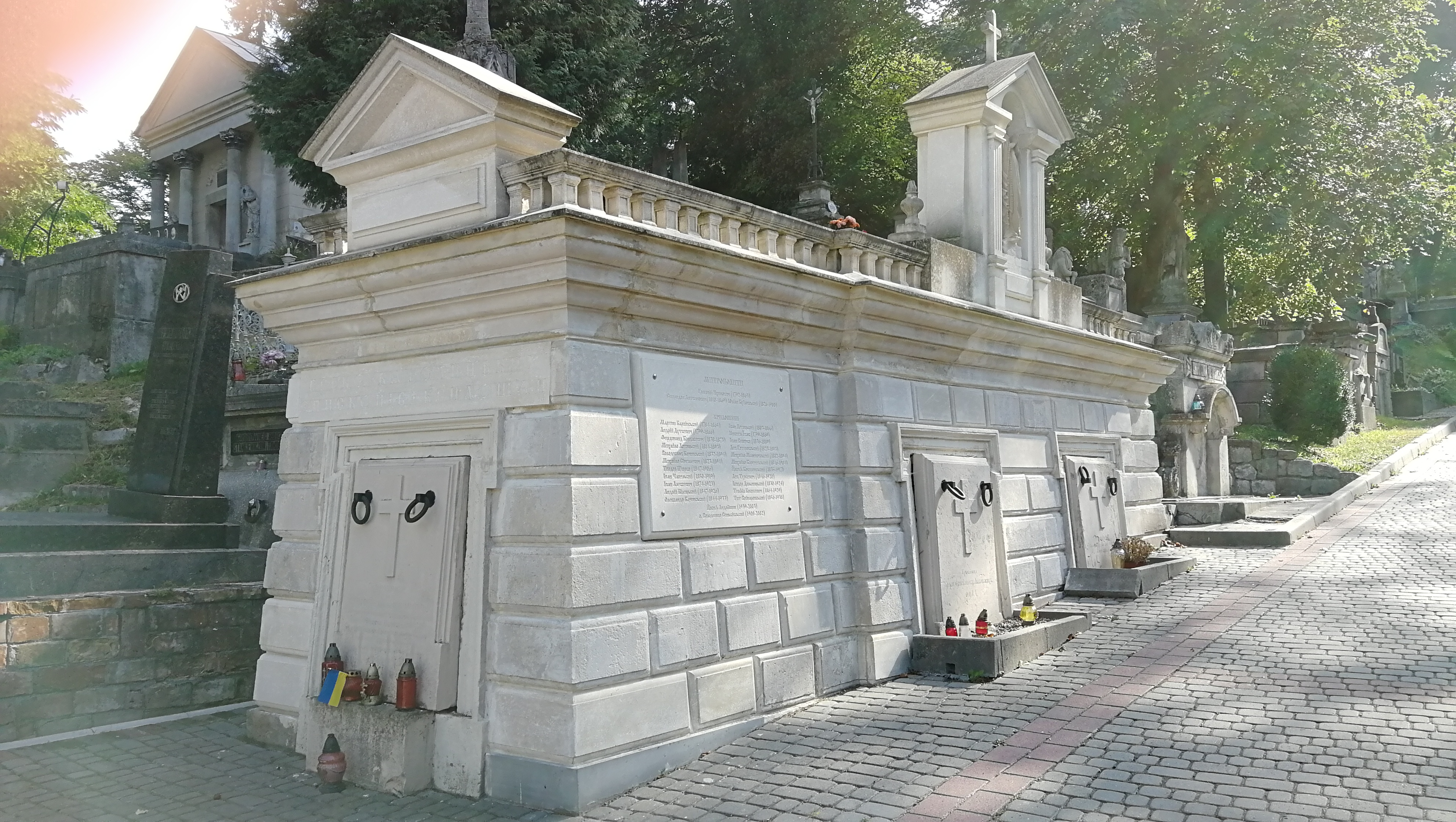
Lvov, Lyčakivskyj hřbitov, hrobka haličských metropolitů a kanovníků, pole č. 6

Zemřel 28. října 1906, v nedožitých 60 letech a je pochován ve Lvově na Lyčakivském hřbitově, v hrobce haličských metropolitů a kanovníků.

## Dílo
Svou první literární tvorbu (poezii) publikoval v časopisu Голосъ Народный (Národní hlas) a v almanachu Дністрянка (Dněsterka). V roce 1872 byl redaktorem časopisu Pravda. Publikoval také v časopisech Руський Сіон (Ruský Sion), Мир (Mír), Основа (Základ), Душпастир (Pastor), Богословський вісник (Theologický bulletin), Записки НТШ (Poznámky NTŠ), Нива (Pole).

### Poezie
- Bříza na hrobě Tarase Ševčenka (1866, Береза на могилѣ Тараса Шевченка) // Národní hlas (Голосъ Народный. ― 1866/čís. 10)
- Sestrám Rusínským (1866, До сестеръ Русинокъ) // Národní hlas (Голосъ Народный. ― 1866/čís. 14)
- Zamyšlení nad pádem kozáků. Z úst podolského lidu. (1866, Думка про паденіє козачества. Изъ оустъ народа подôльского) // Národní hlas (Голосъ Народный. ― 1866/čís. 18)
- Při měsíci (1867, При мѣсяцю) // Národní hlas (Голосъ Народный – 1867/čís. 2)
- Dárek (1867,Одарка) // Národní hlas (Голосъ Народный ― 1867/čís. 3, 4)
- Mladý filozof. S Gellertem (1867, Молодый философъ. Съ Геллерта) // Národní hlas (Голосъ Народный. ― 1867/čís. 17)
- Návrat Igora a radost Rusi. Hořkost ze slova o Igorově pluku (1867, Возворотъ Игоря и радôсть Руси. Кусникъ изъ: слова о полку Игоря) // Národní hlas (Голосъ Народный. ― 1867/čís. 23)
- Mladé Rusi (1877, Молодôй Руси) // Dněsterka, Almanach s kalendářem na běžný rok (Днѣстрянка. Альманахъ съ календаромъ на рôкъ звычайный – 1877/strana 32–33)
- Ohlédnutí za Schillerem (1877 - Сподѣванка За Шиллеромъ) // Dněsterka, Almanach s kalendářem na běžný rok (Днѣстрянка. Альманахъ съ календаромъ на рôкъ звычайный 1877/strana 50–51)
- Ó, vítejte milí hosté [báseň] (1884, О витайте мили гостѣ [стихъ]) // Ruský Sion (Рускій Сіонъ – 1884/čís. 11)

### Církevně-náboženská a jiná díla
- Бѣлокерницкій Б. Taras Grigoriewicz Schewczenko, ein kleinrussischer Dichter, v. J. G. Obrist [рецензія] // Основа. ― 1872. ― ч. 14, 15
- Пюрко Б. Граматика руского языка Дра Осадци // Правда. ― 1876. ― ч. 24
- Пюрко Б. Слово о Пълку Игоревѣ Дра Ом. Огоновского // Правда. ― 1876. ― ч. 20, 21
- Пюрко Б. Церков і вік девятнайцятий: Пастирскоє посланіє Кардинала-Єпископа Іоахима Печі, теперішнього Папи Леона ХІІІ // Рускій Сіон. ― 1879. ― т. 9. ― ч. 1. ― С. 15–17; ч. 2. ― С. 38–41; ч. 3. ― С. 87–93; ч. 4. ― С. 105—110; ч. 6. ― С. 164—166
- Пюрко Богданъ. Въ справѣ школныхъ книжокъ Дра Переша // Рускій Сіонъ. ― 1880. ― ч. 2
- Пюрко Богданъ. Новости въ богословскôй нашôй литературѣ. Письма Дра Юліяна Пелеша // Рускій Сіонъ. ― 1880. ― ч. 8, 9, 10, 13–15, 17–18
- Пюрко Б. Гамбета // Рускій Сіон. ― 1883. ― т. 11. ― ч. 1. ― С. 25–26
- Пюрко Б. Крижовацька гр. к. Дієцезія і єї новоіменований Епископ Преосв. Ілія Гранилович // Рускій Сіон. ― 1883. ― т. 11. ― ч. 3. ― С. 79–85
- Пюрко Б. Церков і культура або цивілізація // Рускій Сіон. ― 1883. ― т. 11. ― ч. 13. ― С. 409—412; ч. 14. ― С. 443—447; ч. 15. ― С. 473—477; ч. 16. ― С. 504—508; ч. 17. ― С. 537—539; ч. 18. ― С. 569—571; ч. 19. ― С. 600—602; ч. 20. ― С. 632—636; ч. 21. ― С. 663—666
- Пюрко Богданъ. Учебникъ христіяньско-католицкой етики…, рецензує авторъ самъ // Миръ.  ― 1885. ―ч. 101, 102, 107, 108—118
- Пюрко Богданъ. Учебник христіяньско-католицкой Етики для висшихъ клясъ середныхъ шкôлъ. Посля Д-ра А. Ваплера переложивъ на рускій языкъ Богдан Пюрко, духовникъ руской семинаріѣ в Вѣдни. У Львоѣ. Накладомъ фонду краєвого. З друкарнѣ Товариства имени Шевченка. ― 1885.  ― С. VIII+264+1
- Пюрко Б. Засади доброго душпастиря (Після листів о. Лібермана (D. Ideal der Priestertum. Paderborn, 1893) // Душпастир. ― 1897. ― т. 11. ― ч. 2. ― С. 33–36; ч. 3. ― С. 54–58; ч. 4. ― С. 78–81; ч. 5. ― С. 100—105
- Пюрко Б. Душпастирство: Обовязки к духовним нашим Настоятелям // Душпастир. ― 1897. ― т. 11. ― ч. 8. ― С. 178—185
- Богдан Пюрко. «Тевло». Етимольоґічна розвідка // Записки НТШ. ― 1897. ― т. XVII. ― вип. 3. ― Miscellanea. ― C. 1–4
- Пюрко. Памяти покійного Кардинала Сильвестра Сембратовича // Душпастир. ― 1898. ― т. 12. ― ч. 13–14. ― С. 306—316
- Пюрко Б. Задача христіяньскої демократії в світлі енцикліки «Graves de communi» // Богословський вісник. ― 1901. ― т. 2. ― ч. 3. ― С. 157—163

### Projevy
- Пюрко Б. Проповідь в другій день Зелених Свят // Рускій Сіон. ― 1878. ― т. 8. ― ч. 11. ― С. 333—338
- Пюрко Б. Проповідь на Неділю Фомину // Рускій Сіон. ― 1878. ― т. 8. ― ч. 10. ― С. 300—306
- Пюрко Б. Із Страсних Проповідей // Рускій Сіон. ― 1879. ― т. 9. ― ч. 5. ― С. 134—142; ч. 6. ― С. 166—172
- Пюрко Б. Проповідь Страстна // Рускій Сіон. ― 1880. ― т. 10. ― ч. 8. ― С. 237—243
- Пюрко Б. Проповідь в день Покрова Пр. Богородицї і двісталїтного ювілея св. Унії: р. 1900 виголошена а Архикатедр. храмі св. Георгія // Нива. ― 1904. ― т. 1. ― ч. 1. ― С. 1–8.
- Пюрко Б. Наука на празник св. о. нашого Николая: Образ св. Николая // Нива. ― 1904. ― т. 1. ― ч. 17. ― С. 447—454